# 유구항
유구항(鍮九港)은 경상남도 남해군 남면 평산리, 유구마을 인근에 있는 어항이다. 2002년 8월 6일 어촌정주어항으로 지정하여 관리하고 있다. 시설관리자는 남해군수이다.

## 어항 연혁
- 마을 주변에 유기가 많이 발굴되어 마을 이름을 유금이라 블리어 지다 유구(鍮九)라 유래되었다.

## 어항 시설
- 방파제 L=90m, B=5m, 선착장 L=92m, B=4.0m, 물량장 L=162, B=15m, 호안 L=551m, B=6.0m

## 주요 어종
- 감성돔, 농어, 노래미, 도다리, 해삼 등